# 1971年の日本競馬
1971年の日本競馬（1971ねんのにほんけいば）では、1971年（昭和46年）の日本競馬界についてまとめる。馬齢は旧表記で統一する。
1970年の日本競馬 - 1971年の日本競馬 - 1972年の日本競馬

## できごと

### 1月 - 3月
- 1月2日 - オーストラリアのモーフェットビル競馬場にて行われた国際騎手招待競走、中央競馬の大和田稔騎手が出場、5着となる[1]。
- 1月5日 - 積雪のため、中央競馬は1回京都2日開催を中止、15日に振替開催された[2]。
- 1月9日 - オーストラリア遠征中であった大和田稔騎手が、ローズヒルガーデンズ競馬場で行われたインターナショナルステークスで優勝する[1]。
- 2月16日 - 宇都宮競馬場の3号スタンドの落成式が行われる[1]。
- 3月26日 - 地方競馬全国協会の騎手養成所の付帯施設（体育館・プール・パトロール塔など）が完成、落成式が行われる[1]。

### 4月 - 6月
- 4月30日 - 活馬の輸入自由化に伴い、日本中央競馬会では外国産馬および持ち込み馬に関する取り扱いを定め、中央競馬に参加できる外国産馬は馬名登録の際に外国において出走した履歴がなく、また繁殖用に供されたものでないものに限るなどとした[1]。
- 5月1日 - 日本中央競馬会と地方競馬全国協会、全国公営競馬主催者協議会の3者出資のもと、財団法人競馬保安協会が設立される[1]。
- 5月10日 - 東京競馬場のスタンド増築工事が完成、竣工式が行われる[1]。
- 6月5日 - 上山競馬場でスタンド落成式が行われる[1]。
- 6月27日 - 中京競馬場で第1回高松宮杯競走が行われる。第1回の優勝馬はシュンサクオー、優勝騎手は飯田明弘。
- 6月30日 - 活馬の輸入自由化が実施される[1]。
- 6月 - 盛岡競馬場で日本最後の繋駕速歩競走が行われる[1]。

### 7月 - 9月
- 7月1日 - 財団法人日本軽種馬登録協会が発足する[1]。
- 7月3日 - 荒尾競馬場でスタンド落成式が行われる[1]。
- 8月4日 - 船橋競馬場でスタンド落成式が行われる[1]。
- 8月17日 - 札幌競馬場のスタンド新築工事が完成、竣工式が行われる[1]。
- 8月19日 - 京都競馬場で調教馬場が拡張され、1周1624メートル、幅員27メートルのダートコースが新設される[1]。

### 10月 - 12月
- 10月4日 - 京都競馬場の事務所の改築工事が完成する[1]。
- 10月16日 - 東京競馬場の駐車場の一部が有料となる[1]。
- 11月6日 - 中央競馬の2回福島3日第1競走で単勝の的中票数0のため、70円の特払いが発生[1]。
- 11月8日 - 地方競馬全国協会の騎手教養所で研修寮が完成、落成式が行われる[1]。
- 11月14日 - 沖縄返還協定批准阻止闘争に関連したデモの混乱を予想し、新宿と渋谷の場外発売所を休止[1]。
- 11月20日 - 南アフリカのスコッツビル競馬場で行われた国際騎手招待競走に、中央競馬の須貝彦三騎手が出場、7着となる[1]。
- 11月27日 - 笠松競馬第11競走で3頭が1着同着となる珍事が発生[1]。
- 11月29日 - 農林大臣の諮問機関として「競馬懇談会」が設置される[3]。
- 12月25日 - 馬インフルエンザの流行のため、中央競馬の6回中山7日・8日開催、および大井競馬の開催が休止される[3]。

## 競走成績

### 中央競馬の主な競走
- 第31回桜花賞（阪神競馬場・4月18日）優勝 : ナスノカオリ（騎手 : 嶋田功）
- 第31回皐月賞（中山競馬場・5月2日）優勝 : ヒカルイマイ（騎手 : 田島良保）
- 第63回天皇賞（春）（京都競馬場・4月29日） 優勝 : メジロムサシ（騎手 : 横山富雄）
- 第12回宝塚記念（阪神競馬場・5月30日）優勝：メジロムサシ（騎手：横山富雄）
- 第32回優駿牝馬（オークス）（東京競馬場・6月6日) 優勝 : カネヒムロ（騎手 : 岡部幸雄）
- 第38回東京優駿（日本ダービー）（東京競馬場・6月13日) 優勝 : ヒカルイマイ（騎手 : 田島良保）
- 第32回菊花賞（京都競馬場・11月14日） 優勝 : ニホンピロムーテー（騎手 : 福永洋一）
- 第2回ビクトリアカップ（京都競馬場・11月21日） 優勝 : タイヨウコトブキ（騎手 : 高橋隆）
- 第64回天皇賞（秋）（東京競馬場・11月28日） 優勝 : トウメイ（騎手 : 清水英次）
- 第16回有馬記念（中山競馬場・12月19日） 優勝 : トウメイ（騎手 : 清水英次）

### 中央競馬・障害
- 第66回中山大障害（春）（中山競馬場・5月5日）優勝 : ナスノセイラン（騎手 : 金井国男）
- 第67回中山大障害（秋）（中山競馬場・12月25日）：開催中止

## 表彰

### 啓衆社賞
- 年度代表馬・最優秀5歳以上牝馬 トウメイ
- 最優秀3歳牡馬 ヒデハヤテ
- 最優秀3歳牝馬 トクザクラ
- 最優秀4歳牡馬 ヒカルイマイ
- 最優秀4歳牝馬 ナスノカオリ
- 最優秀5歳以上牡馬 メジロムサシ
- 最良スプリンター エリモシルバー
- 最優秀障害馬 インターヒカリ
- 最優秀アラブ ラオスオー

## 誕生
この年に生まれた競走馬は1974年のクラシック世代となる。

### 競走馬
- 2月22日 - カーネルシンボリ
- 3月15日 - ノーザンテースト
- 3月27日 - キタノカチドキ
- 4月6日 - ノノアルコ
- 4月16日 - コーネルランサー、アイフル
- 4月19日 - イットー
- 4月21日 - イナリトウザイ
- 4月26日 - タカエノカオリ
- 5月3日 - トウコウエルザ
- 5月5日 - スカーレットインク
- 5月6日 - ヤマニンバリメラ
- 5月10日 - フジノパーシア、ニシキエース
- 5月18日 - サクライワイ
- 5月25日 - スルガスンプジョウ
- 不明 - シェリル

### 人物
- 1月1日 - 山田泰誠騎手（JRA）
- 1月22日 - 沢田盛夫利騎手（水沢）
- 2月25日 - 田中勝春騎手（JRA）
- 3月7日 - 五十嵐久騎手（JRA）
- 3月12日 - 佐伯清久騎手（JRA）
- 3月30日 - 小崎憲調教師（JRA）
- 4月7日 - 斎藤誠調教師（JRA）
- 4月13日 - 小牧毅騎手、調教師（兵庫）
- 4月20日 - 鈴木孝志調教師（JRA）
- 5月2日 - 関本秀幸騎手（浦和）
- 6月9日 - 北沢伸也騎手（JRA）
- 6月14日 - 吉田直弘調教師（JRA）
- 7月9日 - 武市康男調教師（JRA）
- 7月11日 - 久保田英敬騎手（JRA）
- 7月19日 - 小笠倫弘調教師（JRA）
- 8月18日 - 村山明騎手、調教師（JRA）
- 8月20日 - 野田誠騎手（福山）
- 8月27日 - 小原義之騎手（JRA）
- 9月15日 - 山下貴光騎手（佐賀）
- 10月16日 - 岡田祥嗣騎手（JRA）
- 10月17日 - 小久保智調教師（浦和）
- 11月4日 - 藤原良一騎手（名古屋）
- 11月16日 - 小手川準調教師（JRA）
- 12月17日 - 尾関知人調教師（JRA）

## 死去

### 人物
- 7月3日 - 柏谷富衛(調教師)
- 11月8日 - 谷水信夫(カントリー牧場)

### 競走馬
- 12月14日 - アイアンリージ